# Зонов, Владислав Николаевич
Владислав Николаевич Зонов (20 августа 1938, Новосибирск — 29 сентября 1983, там же) — советский архитектор, председатель Союза архитекторов (1969—1974), член правления Новосибирской организации Союза архитекторов.

## Биография
Родился 20 августа 1938 года в Новосибирске, где в 1962 году окончил инженерно-строительный институт. Работал в Новосибирском филиале ГИПРОВУЗа. В 1964 году стал главным архитектором проектов СибЗНИИЭП. С 1975 по 1978 год возглавлял вед. мастерскую № 2 общественных зданий.
Принимал участие в международном конкурсе на проект Центра Помпиду в Париже в 1968 году (руководитель творческой группы). Был участником и лауреатом авторской группы закрытых конкурсов Госгражданстроя (эскизные проекты для центров Новосибирска, Хабаровска и т. д.).
Внёс вклад в основание в СибЗНИИЭПе типового проектирования общественных сооружений.
Похоронен на Заельцовском кладбище Новосибирска (квартал 71).

## Проекты
В Новосибирске был автором проектов учебно-лабораторного корпуса № 2 НЭТИ, главного корпуса НИИГАиКа, гостиниц «Сибирь» и «Турист», ЦУМа «Россия» в Ленинском районе на площади Маркса (совместно с коллективом из Новосибирского филиала «Гипроторг»). Разработал проект для административного здания «Якутзолото».